# Episodi di Hennesey (terza stagione)
La terza stagione della serie televisiva Hennesey è andata in onda negli Stati Uniti dal 25 settembre 1961 al 7 maggio 1962 sulla CBS.
| nº | Titolo originale                  | Prima TV USA      |
| -- | --------------------------------- | ----------------- |
| 1  | The Gossip Go-Round               | 25 settembre 1961 |
| 2  | The Holdout                       | 2 ottobre 1961    |
| 3  | Welcome Home, Dr. Blair           | 9 ottobre 1961    |
| 4  | The Cohen Mutiny                  | 16 ottobre 1961   |
| 5  | My Daughter, the Nurse            | 23 ottobre 1961   |
| 6  | Aunt Sarah                        | 30 ottobre 1961   |
| 7  | Get Me Clyde Dingle               | 13 novembre 1961  |
| 8  | Professional Sailor               | 20 novembre 1961  |
| 9  | Aloha, Doctor Hennesey            | 27 novembre 1961  |
| 10 | Remember Pearl Harbor             | 4 dicembre 1961   |
| 11 | The Sightseers                    | 11 dicembre 1961  |
| 12 | Going Home                        | 18 dicembre 1961  |
| 13 | Santa Hits Harvey                 | 25 dicembre 1961  |
| 14 | The Man in the Crow's Nest        | 1º gennaio 1962   |
| 15 | Hysteresis Synchronous Can Be Fun | 8 gennaio 1962    |
| 16 | Harvey and the Ring               | 15 gennaio 1962   |
| 17 | Little Girl                       | 22 gennaio 1962   |
| 18 | Tight Quarters                    | 29 gennaio 1962   |
| 19 | Close Enough for Jazz             | 5 febbraio 1962   |
| 20 | Patti's Tune                      | 12 febbraio 1962  |
| 21 | The Hobby                         | 19 febbraio 1962  |
| 22 | Harvey's Pills                    | 26 febbraio 1962  |
| 23 | The Bicep Caper                   | 5 marzo 1962      |
| 24 | The Old Pro                       | 12 marzo 1962     |
| 25 | Big Bertha                        | 19 marzo 1962     |
| 26 | Buttons and Bones                 | 26 marzo 1962     |
| 27 | No Down Payment                   | 2 aprile 1962     |
| 28 | The Best Man                      | 9 aprile 1962     |
| 29 | Calling Doctor Good-Deed          | 16 aprile 1962    |
| 30 | Hennesey Meets Soupy Sales        | 23 aprile 1962    |
| 31 | Martha                            | 30 aprile 1962    |
| 32 | I Thee Wed                        | 7 maggio 1962     |

## The Gossip Go-Round
- Prima televisiva: 25 settembre 1961

### Trama
- Guest star: Norman Alden (marinaio Pulaski), Harvey Korman (dottor Don Spright), Karl Lukas (Franks)

## The Holdout
- Prima televisiva: 2 ottobre 1961

### Trama
- Guest star: Katie Sweet (Linda), Gregory Irvin (Nicky Russo), Lester Maxwell (ragazzo), Lynn Barton (infermiera), Arch Johnson (Chief Russo), Marge Redmond (Eva Russo), Terry Gekler (bambina)

## Welcome Home, Dr. Blair
- Prima televisiva: 9 ottobre 1961

### Trama
- Guest star: James Komack (Harvey Spencer Blair III, DDS), Bill Bixby (Intern), Steven Marlo (tenente), Freeman Lusk (ammiraglio Maddox), June Palmer (infermiera)

## The Cohen Mutiny
- Prima televisiva: 16 ottobre 1961

### Trama
- Guest star: Milton Frome (comandante Sipple), Roland La Starza (agente), Mark Todd (marinaio Herbert Cohen)

## My Daughter, the Nurse
- Prima televisiva: 23 ottobre 1961

### Trama
- Guest star: Harry Holcombe (William Hale), Rosemary La Planche (Betty Hale)

## Aunt Sarah
- Prima televisiva: 30 ottobre 1961

### Trama
- Guest star: Gertrude Berg (Sarah Green), Arte Johnson (marinaio Seymour Shatz), Shary Layne (tecnico di laboratorio)

## Get Me Clyde Dingle
- Prima televisiva: 13 novembre 1961

### Trama
- Guest star:

## Professional Sailor
- Prima televisiva: 20 novembre 1961

### Trama
- Guest star: Don Rickles (ufficiale Ernie Schmidt)

## Aloha, Doctor Hennesey
- Prima televisiva: 27 novembre 1961

### Trama
- Guest star: Ann Morgan Guilbert (cameriera), Shelly Manne (operatore radio)

## Remember Pearl Harbor
- Prima televisiva: 4 dicembre 1961

### Trama
- Guest star: Roy Barcroft (ammiraglio William A. Stacey), Bernard Kates (capitano James B. Harris), Thomas Davisson (marinaio Allison), John Astin (impiegato dell'hotel, scene cancellate)

## The Sightseers
- Prima televisiva: 11 dicembre 1961

### Trama
- Guest star: Bella Bruck, Sidney Clute (Harry), Sterling Mossman and the Barefoot Gang (Keller)

## Going Home
- Prima televisiva: 18 dicembre 1961

### Trama
- Guest star: Arthur Lyman (marinaio), Barry Cahill (Chief Petty Officer), Eddie Sherman (marinaio), Ed Nelson (comandante Pete Judson), Grace Lee Whitney

## Santa Hits Harvey
- Prima televisiva: 25 dicembre 1961

### Trama
- Guest star: Herbert Ellis (dottor Dan Wagner), Hoke Howell (dottor Kasanoff), James Komack (Harvey Spencer Blair III, DDS)

## The Man in the Crow's Nest
- Prima televisiva: 1º gennaio 1962

### Trama
- Guest star: Norman Alden (marinaio Pulaski), Richard Evans (Graff), Roland La Starza (se stesso)

## Hysteresis Synchronous Can Be Fun
- Prima televisiva: 8 gennaio 1962

### Trama
- Guest star: Jimmy Lydon (Marvin Himmelstein), Yvonne Wilder (cameriera)

## Harvey and the Ring
- Prima televisiva: 15 gennaio 1962

### Trama
- Guest star: Robert Gibbons (Waxey), James Komack (Harvey Spencer Blair III, DDS), William Schallert (Conrad Musk)

## Little Girl
- Prima televisiva: 22 gennaio 1962

### Trama
- Guest star: Karen Balkin (Karen), Jane Dulo (madre)

## Tight Quarters
- Prima televisiva: 29 gennaio 1962

### Trama
- Guest star: Sammy Davis Jr. (Frogman Cannonball Pipper), Paul Mazursky (Chicago), John Zaccaro (Fish)

## Close Enough for Jazz
- Prima televisiva: 5 febbraio 1962

### Trama
- Guest star: William Peterson (ufficiale), Les Brown and His Band of Renown (loro stessi), Kay Reid (cantante), Eddie Quillan (Ticket Taker), Marty Ingels (cameriere), Howard Wright (capitano)

## Patti's Tune
- Prima televisiva: 12 febbraio 1962

### Trama
- Guest star: Barney Elmore (Barney), Milton Frome (Penney), Jaye P. Morgan (Patti Maxwell), Don Penny (tenente Bob Alexander)

## The Hobby
- Prima televisiva: 19 febbraio 1962

### Trama
- Guest star: Robert Elston (marinaio Incardona), Stacy King (capitano Marian Jordan), Byron Morrow (ammiraglio Donneley)

## Harvey's Pills
- Prima televisiva: 26 febbraio 1962

### Trama
- Guest star: James Komack (Harvey Spencer Blair III, DDS), Portland Mason (Yvette Fandlebusch)

## The Bicep Caper
- Prima televisiva: 5 marzo 1962

### Trama
- Guest star: Don Penny (tenente Bob Anderson)

## The Old Pro
- Prima televisiva: 12 marzo 1962

### Trama
- Guest star: Vivi Janiss, Bill Zuckert (Spike O'Donnell)

## Big Bertha
- Prima televisiva: 19 marzo 1962

### Trama
- Guest star: Yvonne Wilder (Wave Corpsman Bertha Bartosik)

## Buttons and Bones
- Prima televisiva: 26 marzo 1962

### Trama
- Guest star: Henry Beckman (Manager), Jack Carter (John Norton Jones), Howard Wright (tornitore)

## No Down Payment
- Prima televisiva: 2 aprile 1962

### Trama
- Guest star:

## The Best Man
- Prima televisiva: 9 aprile 1962

### Trama
- Guest star: Michael Barrier (tenente), Teri Hope (infermiera), Mort Thompson (Aide), Brad Trumbull (Corpsman)

## Calling Doctor Good-Deed
- Prima televisiva: 16 aprile 1962

### Trama
- Guest star: Roxanne Arlen (Selma), Adrienne Marden (Mrs. Kovler)

## Hennesey Meets Soupy Sales
- Prima televisiva: 23 aprile 1962

### Trama
- Guest star: Anthony C. Montenaro (Petey), Paul Rhone (Monitor Man), Soupy Sales (se stesso), Marie Worsham (infermiera)

## Martha
- Prima televisiva: 30 aprile 1962

### Trama
- Guest star: William Peterson (tenente)

## I Thee Wed
- Prima televisiva: 7 maggio 1962

### Trama
- Guest star: Jack Cassidy (Chaplain), Harry Holcombe (Mr. Hale), James Komack (Harvey Spencer Blair III, DDS), John Newton (impiegato di licenza)